# Harding (rivier)
De Harding is een rivier in de regio Pilbara in West-Australië.

## Geschiedenis
De rivier Harding wordt door de Ngarluma Aborigines de Ngurin genoemd. In 1861 verkende de ontdekkingsreiziger Francis Thomas Gregory de Pilbara en vernoemde de rivier naar een van de vrijwilligers die aan de expeditie deelnam, John Harding. Als snel volgden kolonisten aangetrokken door Gregory's positieve verslaggeving over het gebied. In 1866 werd Roebourne gesticht aan een permanente waterpoel waar de rivier doorstroomt en in 1872 werd het havenplaatsje Cossack aan de monding van de Harding officieel erkend. Tegen 1950 hadden alle havenactiviteiten zich verplaatst en was Cossack verlaten.
In 1983/84 werd een stuwdam aangelegd in de rivier, 20 kilometer ten zuiden van Roebourne, om Roebourne en de omliggende plaatsen van drinkwater te voorzien. Wanneer het water in de dam te laag staat wordt water uit de Millstream-aquifer opgepompt. De stuwdam is een recreatief toevluchtsoord geworden waardoor de kwaliteit van het water in het gedrang komt.

## Geografie
De Harding ontspringt in het Chichestergebergte in het nationaal park Millstream-Chichester nabij de Merrinyaginya-bron. Ze stroomt noordwaarts, kruist de North West Coastal Highway nabij Roebourne en mondt vervolgens langs de Butcher-inham uit in de Indische Oceaan. Onderweg stroomt de rivier door een aantal permanente en semi-permanente waterpoelen:
- Waloo Waloo Pool (122m)
- Murghanna Pool (111m)
- Murringa Pool (92m)
- Green Pool (85m)
- Cajuput Pool (78m)
- Yenibookal Pool (71m)
- Karrawingina Pool (70m)
- Lake Poongkaliyarra (61m)
- Waranoolar Pool (43m)
- Pinanular Pool (40m)
- Bamba Pool (37m)

De rivier wordt gevoed door zes waterlopen:
- Harding River East (80m)
- The Springs Creek (65m)
- Miller Creek (44m)
- Basset Bend Creek (34m)
- East Harding River (32m)
- Murray Camp Creek (28m)

Het stroomgebied van de Harding kent een zeer variabel neerslagpatroon. De jaarlijkse gemiddelde neerslag voor de regio is 330 millimeter met een minimum van 3,4 millimeter en een maximum van 1.060 millimeter. De neerslag valt voornamelijk tussen januari en juni.
- Library of Congress Control Number: sh86001684
- Nationale Bibliotheek van Israël: 987007544079105171
- Virtual International Authority File: 315526847